# 이리정
이리정(伊里町)은 오카야마현의 남동부, 와케군에 존재했던 정이다. 현재의 비젠시에 해당한다.
1955년 3월 31일, 와케군 비젠정, 가가토정, 오쿠군 쓰루야마촌과 합병해 새로운 비젠정이 되어 소멸하였다.

## 역사
- 1889년 6월 1일 - 정촌제 시행에 의해 와케군 이리촌이 발족하였다.
- 1951년 11월 3일 - 정으로 승격해 이리정이 되었다.
- 1955년 3월 31일 - 비젠정, 가가토정, 쓰루야마촌, 오쿠군 쓰루야마촌과 합병해 새로운 비젠정이 발족하여 폐지되었다.

## 인구
| 1920년 | 5,108 |
| 1925년 | 5,286 |
| 1930년 | 5,344 |
| 1935년 | 5,706 |
| 1940년 | 5,922 |
| 1947년 | 7,502 |
| 1950년 | 7,605 |

## 교통

### 도로
- 국도 제2호선
- 국도 제250호선